# Kristian Böhnlein
Kristian Böhnlein (* 10. Mai 1990 in Kronach) ist ein deutscher Fußballspieler. Er steht seit der Saison 2020/21 beim 1. FC Schweinfurt 05 unter Vertrag.

## Karriere
Nach seinen Anfängen in der Jugend des SV Friesen wechselte Böhnlein in die Jugendabteilung des Hamburger SV, wo er seine fußballerische Ausbildung abschloss. Nachdem er für die zweite Mannschaft der Hamburger seine ersten Einsätze im Herrenbereich bestritten hatte, wechselte er im Sommer 2010 zur SpVgg Greuther Fürth, für deren Regionalligamannschaft er 15 Ligaspiele bestritt.
Bereits in der folgenden Saison wechselte der Mittelfeldspieler eine Klasse tiefer in die Bayernliga zum VfL Frohnlach. Hier war Böhnlein Stammspieler, absolvierte 90 Pflichtpartien (21 Tore, dreizehn Vorlagen) und konnte sich mit dem Verein zur Saison 2012/13 für die neu geschaffene Regionalliga Bayern qualifizieren. Es folgten vier Jahre bei der SpVgg Bayreuth, für die Böhnlein ab Sommer 2016 als Mannschaftskapitän auflief und 136 viertklassige Pflichtspiele, absolvierte in denen ihm 24 Tore gelangen. Im Frühjahr 2018 gelangte er mit Bayreuth bis ins Landespokalfinale und nahm mit der Mannschaft als Tabellensiebzehnter erfolgreich an der Relegation gegen den TSV Aubstadt teil.
Im Sommer 2018 wechselte der Mittelfeldspieler zum Drittligaaufsteiger TSV 1860 München. Dort war er lediglich Ergänzungsspieler und lief auch häufiger für die zweite Mannschaft auf. Nach zwei Spielzeiten wechselte Böhnlein im Sommer 2020 zum 1. FC Schweinfurt 05, bei dem er einen Dreijahresvertrag unterschrieb.

## Erfolge
VfL Frohnlach
- Qualifikation für die Regionalliga Bayern: 2011/12

TSV 1860 München
- Gewinn des Bayerischen Toto-Pokals: 2019/20

1. FC Schweinfurt 05
- Meister der Regionalliga Bayern und Aufstieg in die 3. Liga: 2024/25